# Sanktuarium św. Urszuli Ledóchowskiej w Pniewach
Sanktuarium św. Urszuli Ledóchowskiej – znajduje się na terenie domu macierzystego Zgromadzenia Sióstr Urszulanek Serca Jezusa Konającego w Pniewach koło Poznania.
Związane jest z życiem i działalnością św. Urszuli Ledóchowskiej, która w 1920 roku osiedliła się w Pniewach z pierwszą wspólnotą nowo powstałej gałęzi urszulańskiej i z dziećmi z domu dziecka prowadzonego dotąd przez siostry w duńskim Aalborgu. W pierwszych latach swojego istnienia dom macierzysty nosił nazwę Zakład św. Olafa – ku czci fundatora, konsula Norwegii A. B. Stolt-Nielsena.
Sanktuarium jest miejscem pielgrzymkowym dla ludzi zainteresowanych życiem i działalnością św. Urszuli, jest miejscem modlitwy i wyciszenia.

## Sanktuarium
Dom macierzysty Zgromadzenia Sióstr Urszulanek SJK stał się miejscem pielgrzymkowym, odkąd szerzył się w Polsce i na świecie kult św. Urszuli. Przyciągał jako to miejsce najbardziej związane z życiem i działalnością św. Urszuli Ledóchowskiej w Polsce.
Ruch pielgrzymkowy zaczął się wzmagać w czasie beatyfikacji matki Urszuli 20 czerwca 1983 roku oraz po jej kanonizacji 29 maja 2003 roku.
Szczególnym momentem było przewiezienie relikwii matki Urszuli z Rzymu do Pniew w maju 1989 roku i złożenie ich w sarkofagu 30 maja 1989 roku. Sarkofag znajduje się w bocznej nawie kaplicy domu macierzystego. W dniu 9 grudnia 2003 roku abp Stanisław Gądecki, metropolita poznański, nadał temu miejscu status sanktuarium diecezjalnego archidiecezji poznańskiej. Z tego tytułu kaplica Sanktuarium św. Urszuli była świątynią jubileuszową w ramach Roku Życia Konsekrowanego i Roku Miłosierdzia.
W skład Sanktuarium wchodzą:
- kaplica i sarkofag z relikwiami św. Urszuli,
- cela, w której mieszkała i pracowała św. Urszula,
- pokój pamiątek związanych z życiem i działalnością św. Urszuli,
- wystawa poświęcona życiu i działalności św. Urszuli,
- figura św. Urszuli na dziedzińcu, pamiątka beatyfikacji,
- Dom Matki Założycielki z aulą i wystawą,
- zabudowania domu macierzystego,
- dom pielgrzyma św. Anieli.

Na terenie Sanktuarium znajduje się również szkoła – Zespół Szkół Sióstr Urszulanek SJK w Pniewach. Jest to dzieło zainicjowane przez św. Urszulę w 1920 roku jako Szkoła Gospodarcza.

## Kaplica
Obecna kaplica została wybudowana wokół starej kaplicy, która powstała jako pierwsze przedsięwzięcie budowlane na terenie klasztoru w latach 1921-22 według projektu Mariana Andrzejewskiego z Poznania. Wykończył ją Andrzej Degórki z Pniew. Kaplicę poświęcił 31 maja 1922 bp Stanisław Łukomski. W 1976 roku przystąpiono do powiększenia kaplicy, która wobec zwiększającego się ruchu pielgrzymkowego i zbliżającej się beatyfikacji matki Urszuli była już za mała. Projektantem był prof. Władysław Czarnecki. Rozbudowę rozpoczęto 14 czerwca 1976 roku. Kamień węgielny poświęcił ks. prałat Wawrzyniec Wnuk z Kanady 9 lipca 1976 roku. Nowa kaplica została wybudowana wokół starej kaplicy. Zachowano wejście od ulicy. Główna nawa powstała w powiększonym w kierunku zachodnim skrzydle. Dawne prezbiterium zostało zasłonięte bocznym ołtarzem. We wrześniu 1979 roku rozpoczęto budowę ściany tylnej za głównym ołtarzem. Wykonano ją w żółtym klinkierze ze wstawkami z ciemnego klinkieru, pozostałością z cegły wypalanej dla zamku w Warszawie. W sierpniu 1980 roku wyłożono ołtarz boczny klinkierem wiśniowym oraz wykonano chór. Wnętrze całej kaplicy zrealizowano według projektu prof. Władysława Pieńkowskiego z Warszawy. Współpracowali z nim inż. Bronisław Ejbel i Anna Grocholska, artystka plastyk. W dniu 15 sierpnia 1980 roku, w warunkach jeszcze prowizorycznych, odbyła się pierwsza Msza św. oraz uroczystości zakonne, którym przewodniczył bp Paul Verschuren z Helsinek.
W ramach przygotowań do wprowadzenia relikwii matki Urszuli Ledóchowskiej boczna nawa została powiększona według projektu prof. Władysława Pieńkowskiego (od 1987) – wysunięto ją bardziej w kierunku północnym, na dziedziniec.
Po lewej stronie kaplicy znajduje się obraz Serca Jezusowego pędzla św. Urszuli Ledóchowskiej (Beaugency, Francja, 1897). Blisko sarkofagu, po lewej stronie bocznej kaplicy, umieszczono obraz namalowany przez św. Urszulę Ledóchowską, który jest kopią znanego obrazu Diega Velázqueza pod tytułem Chrystus Ukrzyżowany (Kraków, lata 90. XIX wieku). Stacje drogi krzyżowej namalowała Anna Grocholska, krzyż nad głównym ołtarzem wykonała Elżbieta Grocholska-Zanussi.

## Sarkofag
Obiektem kultu w sanktuarium są relikwie św. Urszuli Ledóchowskiej, to jest całe zachowane od zniszczenia ciało Świętej. Relikwie matki Urszuli zostały sprowadzone podczas uroczystej translacji z Rzymu – miejsca jej śmierci w 1939 roku, do Pniew w dniach od 11 do 28 maja 1989 roku i złożone w sarkofagu w kaplicy domu macierzystego Zgromadzenia Sióstr Urszulanek SJK w dniu 30 maja 1989 roku. Przewiezienie relikwii św. Urszuli do Polski było inicjatywą papieża Jana Pawła II, przedstawioną Zgromadzeniu Sióstr Urszulanek SJK przez – wówczas – ks. Stanisława Dziwisza i ks. Józefa Kowalczyka. To wydarzenie oraz kanonizacja matki Urszuli w Rzymie 18 maja 2003 przyczyniły się do rozszerzania jej kultu i do powstania Sanktuarium, które od 9 grudnia 2003 roku, dekretem arcybiskupa poznańskiego Stanisława Gądeckiego, ma status sanktuarium diecezjalnego.
Sarkofag jest dziełem Anny Grocholskiej. Na ścianie za sarkofagiem umieszczono najpierw obraz św. Urszuli namalowany przez Annę Koźniewską. Zastąpiono go później fotografią św. Urszuli wykonaną w 1922 roku w Pniewach. Obecnie po prawej i lewej stronie obrazu znajdują się liczne wota wdzięczności za łaski otrzymane za wstawiennictwem św. Urszuli.

## Galeria

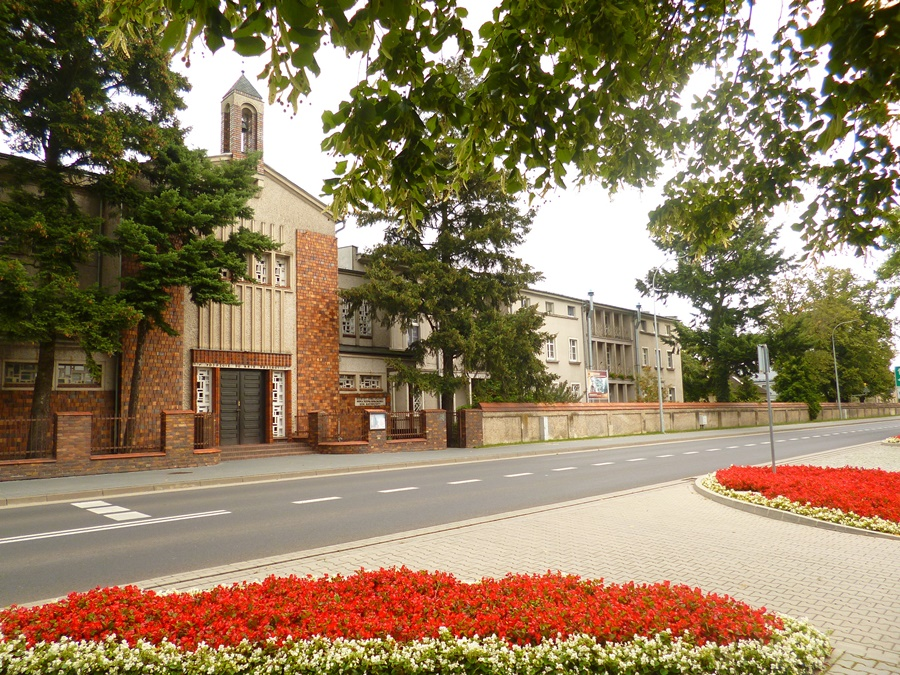
Sanktuarium św. Urszuli Ledóchowskiej – wejście do kaplicy
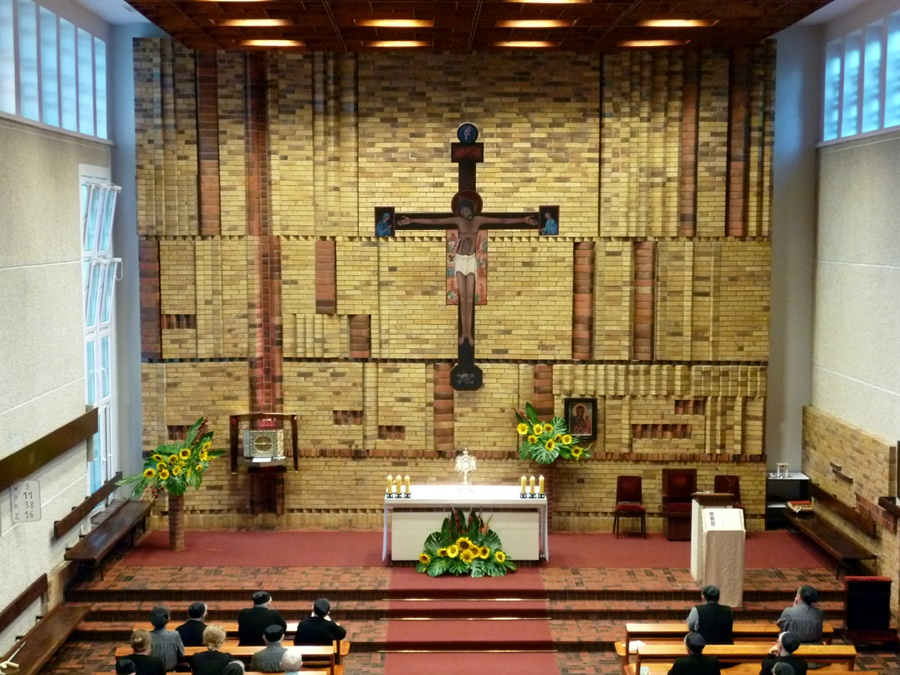
Kaplica Sanktuarium – wnętrze
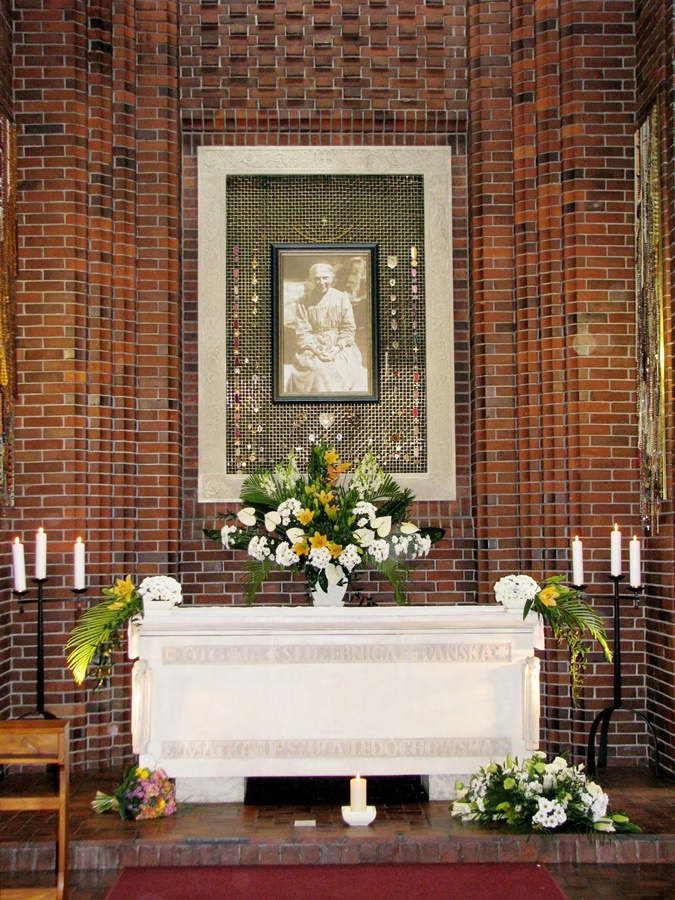
Sarkofag z relikwiami św. Urszuli Ledóchowskiej w bocznej kaplicy
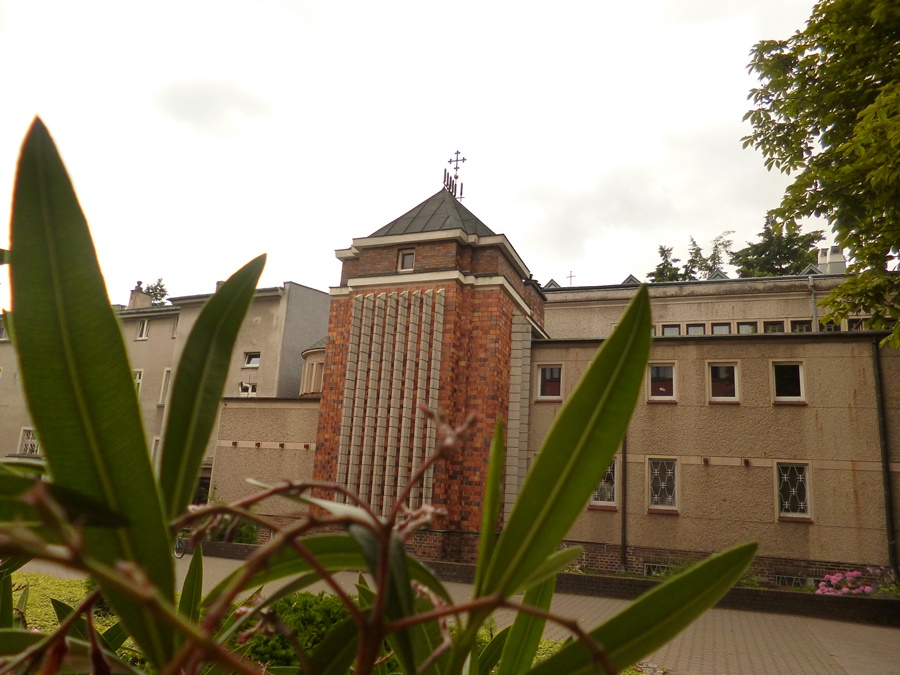
Kaplica z sarkofagiem św. Urszuli – widok od dziedzińca
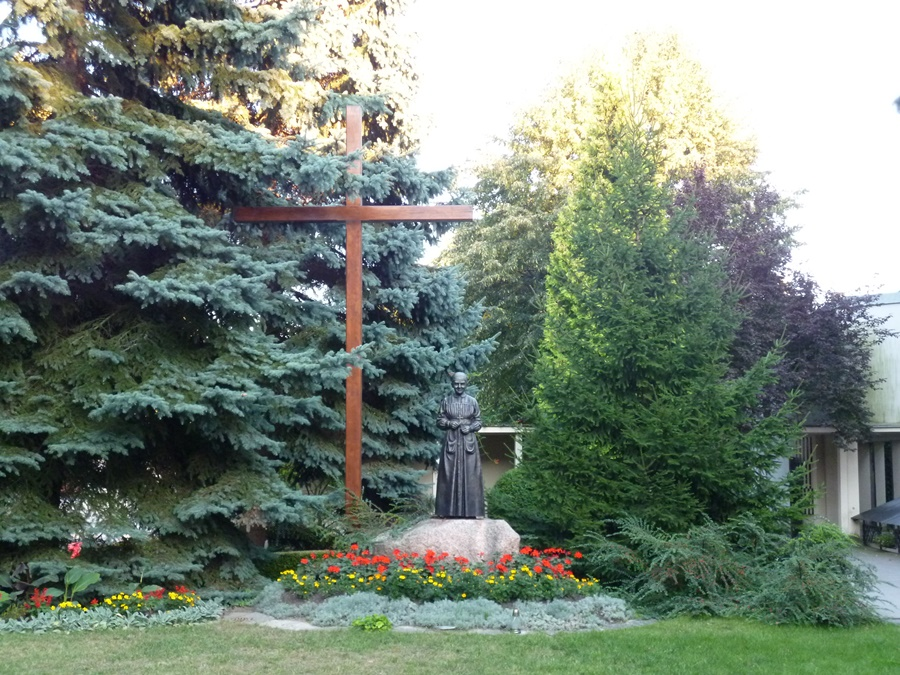
Figura św. Urszuli Ledóchowskiej na dziedzińcu
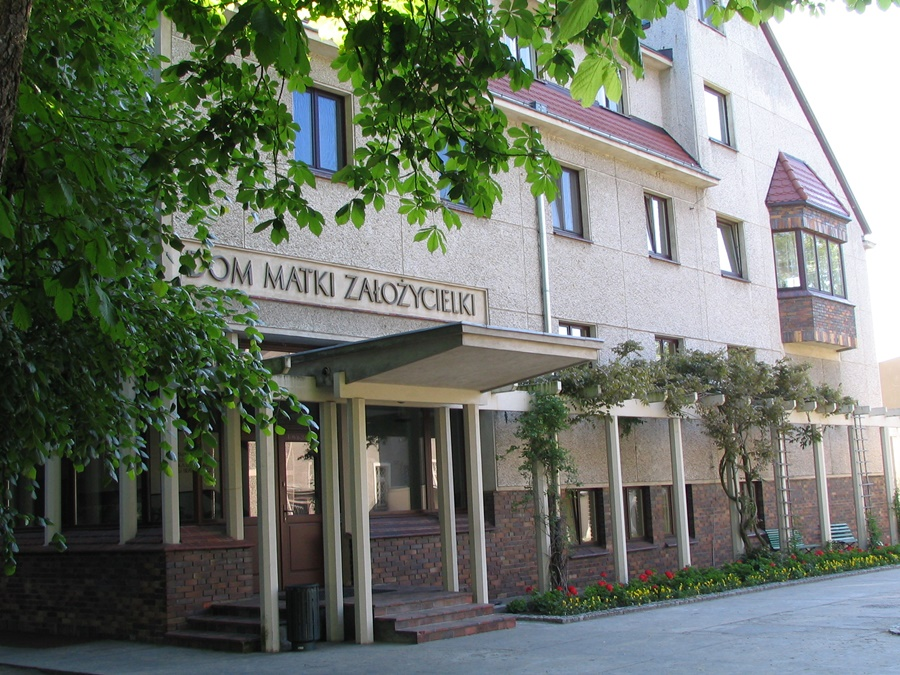
Dom Matki Założycielki – muzeum i aula
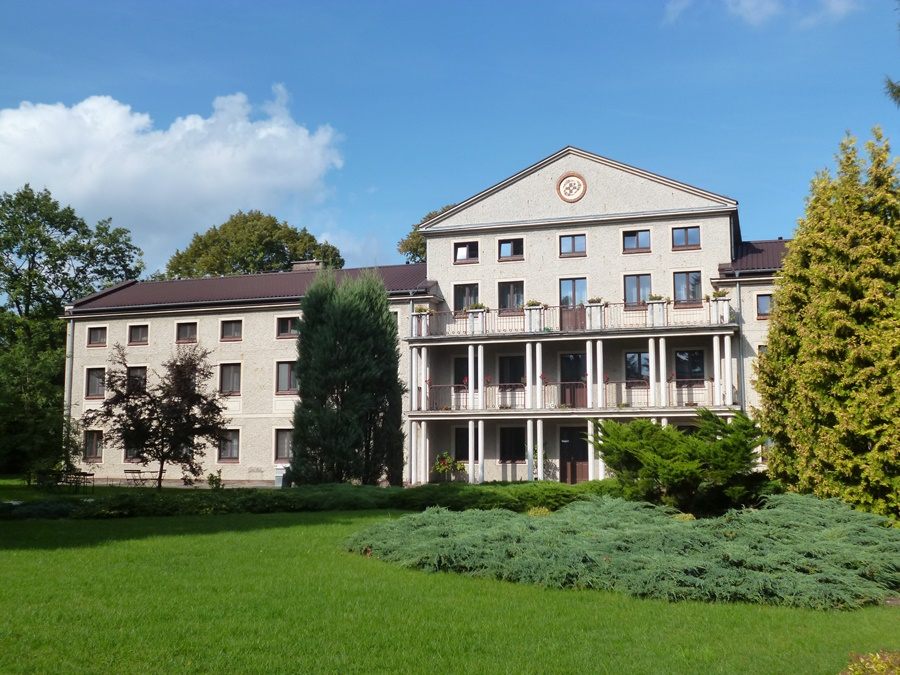
Dom pielgrzyma św. Anieli